# Dactylocythere coloholca
Dactylocythere coloholca är en kräftdjursart som beskrevs av Hobbs och Hobbs III 1970. Dactylocythere coloholca ingår i släktet Dactylocythere och familjen Entocytheridae. Inga underarter finns listade i Catalogue of Life.